# Condamnarea lui Franciszek Klos
Condamnarea lui Franciszek Klos este un film din 2000 regizat de Andrzej Wajda.